# Trzecie Pole
Trzecie Pole (brak zabudowy; według UG Michów należy do wsi Elżbietów) – część wsi Wypnicha w Polsce położona w województwie lubelskim, w powiecie lubartowskim, w gminie Michów. Nie posiada sołtysa, należy do sołectwa Elżbietów.
W latach 1975–1998 miejscowość administracyjnie należała do województwa lubelskiego.